# Сладково (Сладковський район)
Сладко́во (рос. Сладково) — село, адміністративний центр Сладковського району Тюменської області, Росія.

## Географія
Село розташоване між озерами Солоне і Прісне за 400 км від обласного центру.

## Історія
Сладково було вперше згадано в переписі 1782 року і цей рік вважається датою його заснування. Спочатку воно називалось Сладке. Свою назву село отримало від озера Сладке (нині — озеро Солоне).

## Населення
Населення — 3303 особи (2010, 3477 у 2002).
Національний склад станом на 2002 рік:
- росіяни — 96 %